# Hisham Muhammad Qandil
Hishām Muḥammad Qandīl (in arabo هشام محمد قنديل‎?; 17 settembre 1962) è un politico egiziano.
È stato Primo ministro dell'Egitto.

## Biografia
Qandīl è stato incaricato il 24 luglio del 2012 dal presidente della Repubblica egiziano, Muḥammad Morsī, di formare la nuova compagine ministeriale, diventando così il più giovane primo ministro dai tempi di Gamal Abd al-Nasser.

Qandīl era stato in precedenza ministro delle Risorse Idriche e dell'Irrigazione dal 2011 al 2012.

## Carriera politica
Dopo essersi laureato in Ingegneria elettrica all'Università del Cairo nel 1984, e aver proseguito i suoi studi in USA (Università dello Utah a Logan e North Carolina State University a Raleigh), è entrato a far parte del Servizio Civile nel Dipartimento delle Risorse Idriche nel 1985. Ha lavorato come ingegnere in vari progetti legati all'irrigazione e alle risorse idro-elettriche.

È un musulmano praticante ed è considerato vicino alle posizioni della Fratellanza Musulmana, benché non si sia mai iscritto in questa o in altre organizzazioni politiche.